# Шипицин, Олег Александрович
Олег Александрович Шипицин (17 июля 1974, Ухта — 18 марта 2022, Мариуполь) — российский военный, старший матрос ВМФ РФ. Герой Российской Федерации.

## Биография
Родился 17 июля 1974 года в городе Ухте, Коми АССР. Вырос в алтайском городе Рубцовске, где в 1993 году был призван в Вооружённые силы Российской Федерации. После окончания срочной службы подписал контракт и продолжил службу. Участник гражданской войны в Таджикистане и Второй чеченской войны. Работал проходчиком на подземном горном участке №2 Рубцовского рудника. В 2021 году служил в российских миротворческих частях в Нагорном Карабахе. С 24 февраля 2022 года в составе 810-й отдельной бригады морской пехоты участвовал во вторжении на Украину. Погиб в бою под Мариуполем. 11 апреля был похоронен в селе Косиха (Алтайский край).
Указом Президента Российской Федерации («закрытым») от 5 июля 2022 года за мужество и героизм, проявленные при исполнении воинского долга, старшему матросу Шипицину Олегу Александровичу присвоено звание Героя Российской Федерации (посмертно).

## Награды
Получил многочисленные награды, среди которых:
- Медаль Суворова;
- «За воинскую доблесть и мужество» II степени»[3].
- Звание «Герой Российской Федерации» (5 июля 2022 г., посмертно) — «за мужество и героизм, проявленные во время выполнения боевого задания.» 9 августа 2022 года медаль «Золотая звезда» была передана родным Шипицина губернатором Алтайского края Виктором Томенко[4].